# Bafatá Filme Clube
Bafatá Filme Clube (Portugiesisch für: Filmklub von Bafatá) ist ein guinea-bissauisch-portugiesischer Dokumentarfilm des são-toméischen Regisseurs Silas Tiny aus dem Jahr 2013.

## Handlung
In der guinea-bissauischen Stadt Bafatá lebt Canjajá Mané, irgendetwas zwischen Zeugwart und Ordner beim lokalen Sportverein Sporting Clube de Bafatá, einem historischen Filialverein des portugiesischen Spitzenklubs Sporting Lissabon. Der ältere Herr ist aber auch Vorführer im Kino, das zum Verein gehört. Das alte Kino liegt im kaum noch bewohnten historischen Stadtzentrum aus portugiesischer Kolonialzeit und ist seit langem geschlossen.
Seit einem halben Jahrhundert hütet Mané nun das Kino. Wie den wenigen verbliebenen portugiesischen und guinea-bissauischen Bewohnern des historischen Stadtzentrums bleiben auch Mané nur die Erinnerungen an belebtere Zeiten und an frühere Weggefährten, und die unbestimmte Hoffnung auf eine bessere Zukunft.

## Rezeption
Der Film feierte am 11. Mai 2013 beim portugiesischen Dokumentarfilmfestival Panorama Premiere.
2013 erschien der Film mit umfangreichen Bonusmaterial als DVD bei Real Ficção.